# Issei Takayanagi
Issei Takayanagi (Kanagawa, 14 september 1986) is een Japans voetballer.

## Carrière
Issei Takayanagi speelde tussen 2004 en 2011 voor Sanfrecce Hiroshima. Hij tekende in 2012 bij Consadole Sapporo.